# 53 Tauri
53 Tauri, eller V1024 Tauri, är en roterande variabel av Alfa2 Canum Venaticorum-typ (ACV) i Oxens stjärnbild.
53 Tau har magnitud +5,02 med en amplitud av 0,03 magnituder utan fastställd periodicitet.